# Route nationale 89 (Estonie)
Pour les articles homonymes, voir Route nationale 89.
La route nationale 89 (Tugimaantee 89) est une route nationale estonienne reliant Puuri (en) à Saverna. Elle mesure 20,4 km.

## Tracé
- Comté de Põlva
  - Puuri (en)
  - Mammaste (en)
  - Aarna (en)
  - Ihamaru (en)
  - Krootuse (en)
  - Piigaste (en)
  - Palutaja (en)
  - Tiido (en)
  - Saverna